# Le Vauclin
Le Vauclin (Franse uitspraak : [lə voklɛ̃]) is een gemeente in Martinique en telde 8.619 inwoners in 2019. De oppervlakte bedraagt 39 km². Het bevindt zich ongeveer 25 km ten zuidwesten van de hoofdstad Fort-de-France.

## Overzicht
Le Vauclin was een van de laatste gekoloniseerde gebieden van Martinique. In 1720 werd de plaats gesticht. Er werden eerst koffieplantages gesticht, maar later werd overgaan tot de verbouwing suikerriet. In het midden van de 19e eeuw werd het een vissersdorp.

## Galerij

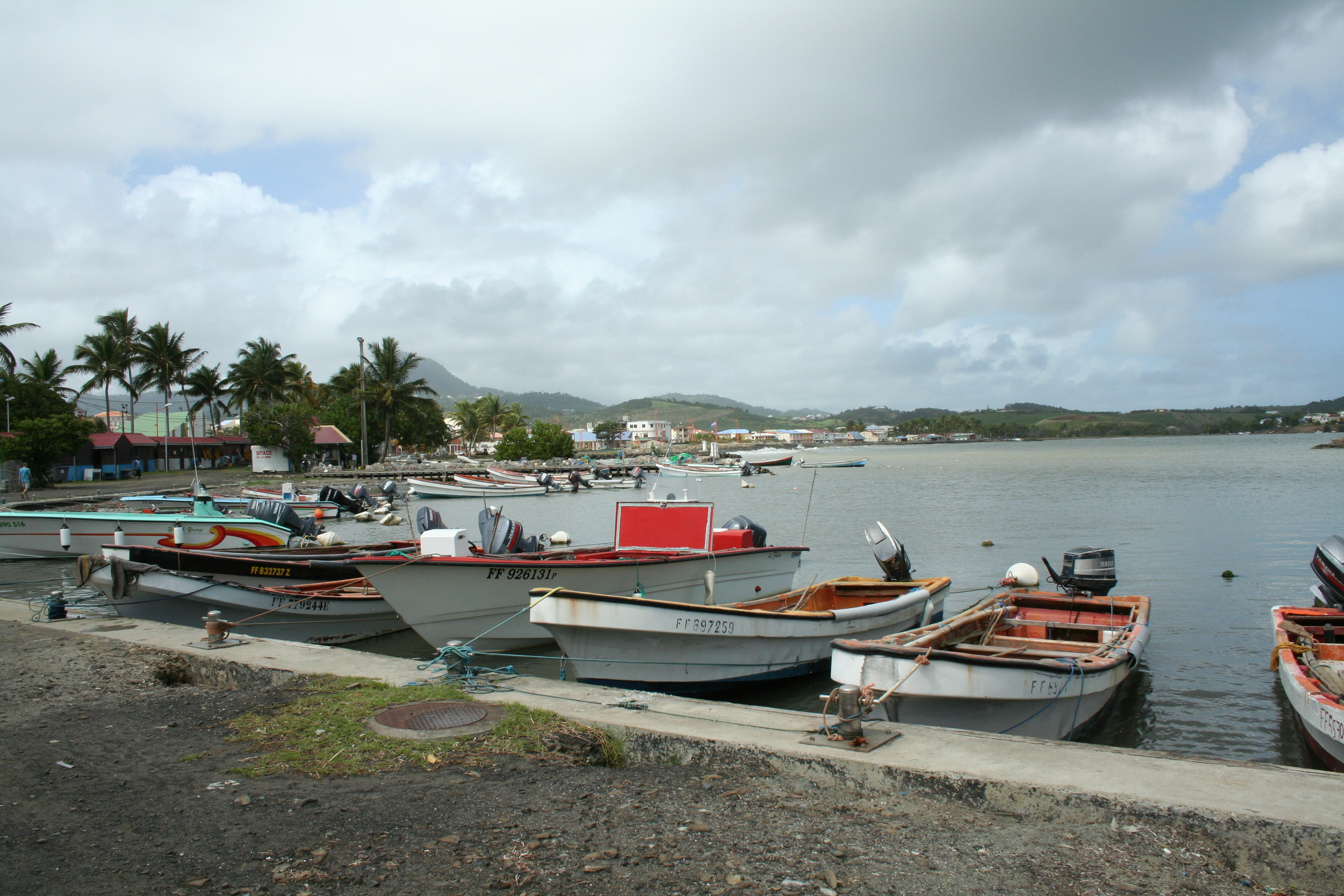
Haven van Le Vauclin
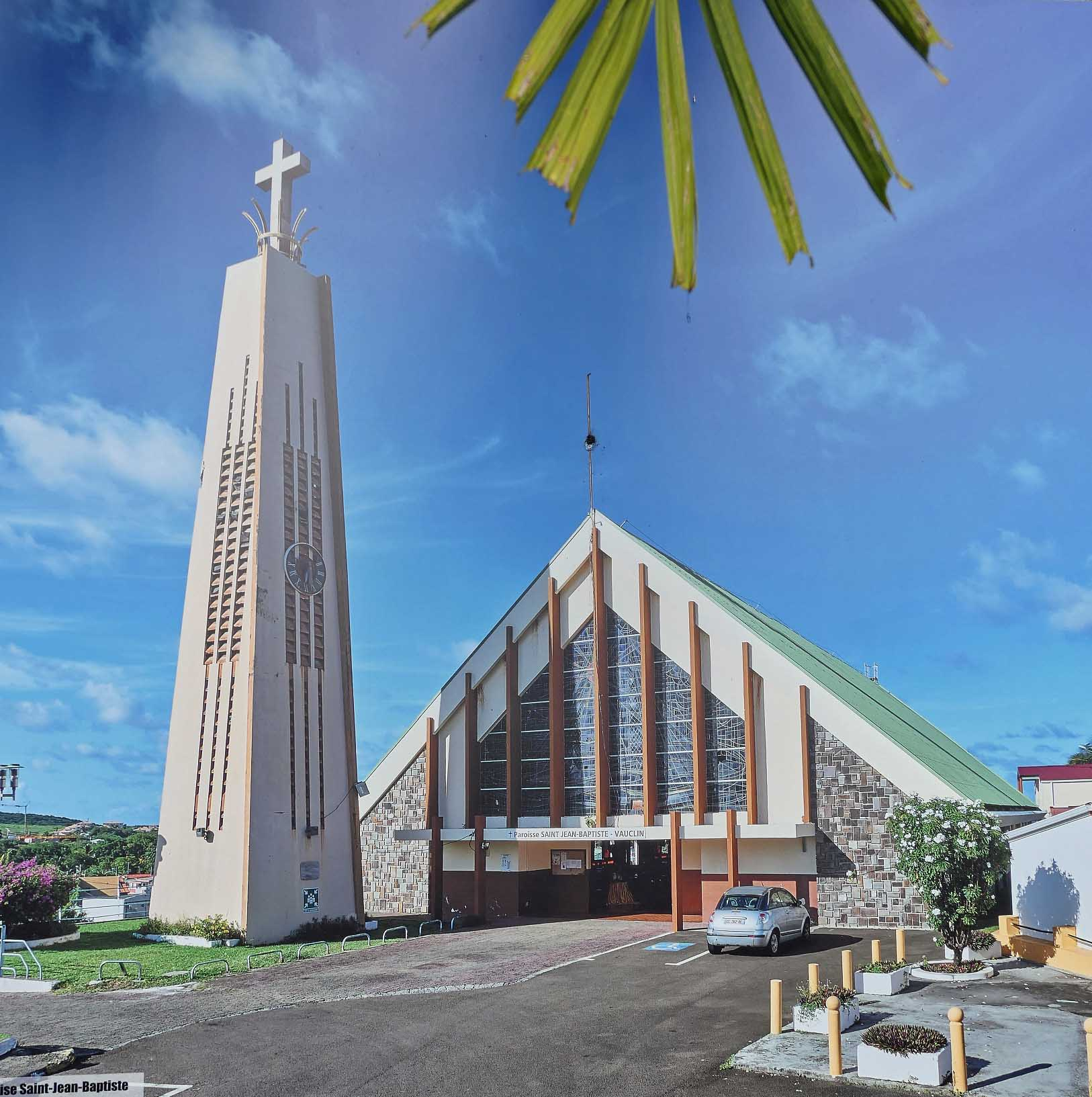
Kerk van Le Vauclin
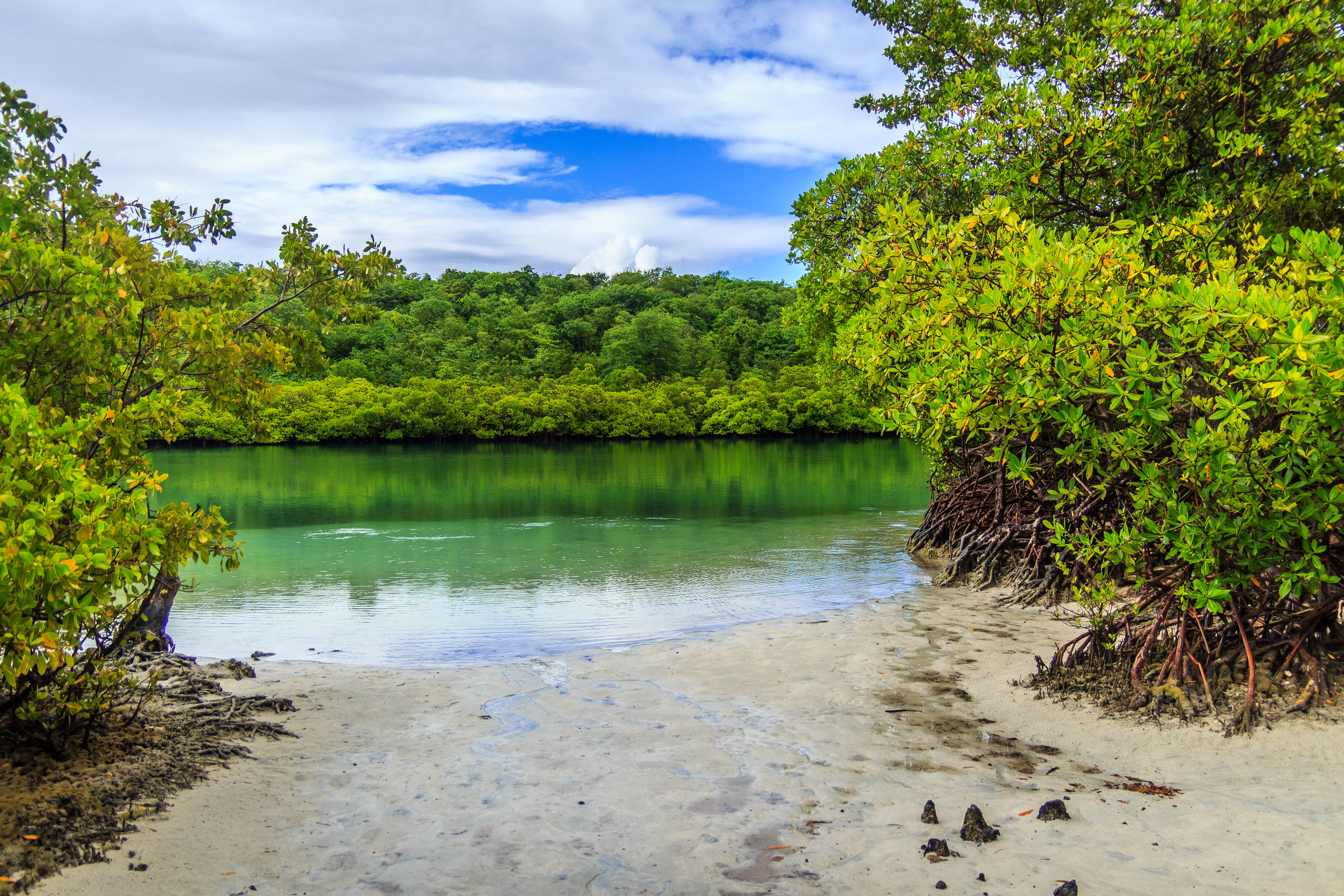
Trou Cochon
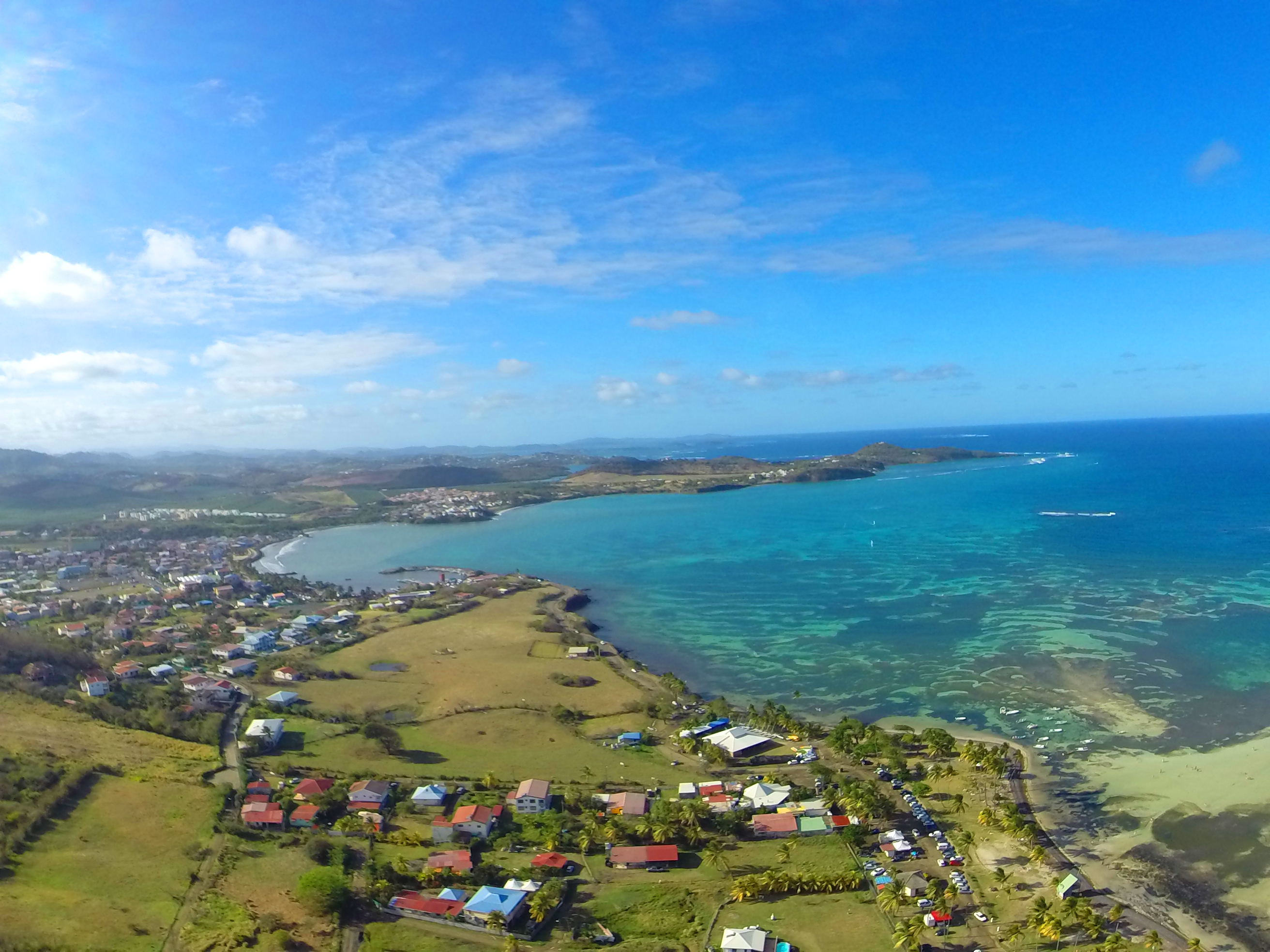
Le Vauclin gezien vanaf Pointe Faula

- Bibliothèque nationale de France: cb12315686k (data)
- Library of Congress Control Number: n91094758
- MusicBrainz: 64668216-6994-4ff6-a489-e36f55686765
- Nationale Bibliotheek van Israël: 987007567761505171
- Virtual International Authority File: 127979864

L'Ajoupa-Bouillon · Les Anses-d'Arlet · 
Basse-Pointe · Bellefontaine · 
Le Carbet · Case-Pilote · 
Le Diamant · Ducos · 
Fonds-Saint-Denis · Fort-de-France · Le François · 
Grand'Rivière · Le Gros-Morne · 
Le Lamentin · Le Lorrain · 
Macouba · Le Marigot · Le Marin · Le Morne-Rouge · Le Morne-Vert · 
Le Prêcheur · 
Rivière-Pilote · Rivière-Salée · Le Robert · 
Saint-Esprit · Saint-Joseph · Saint-Pierre · Sainte-Anne · Sainte-Luce · Sainte-Marie · Schœlcher · 
La Trinité · Les Trois-Îlets · 
Le Vauclin